# François Isidore Wathiez
François Isidore Wathiez (* 1. September 1777 in Versailles; † 24. Februar 1856 ebenda) war ein französischer Général de brigade der Kavallerie. 

## Leben
Begeistert von den Idealen der Revolution meldete sich Wathiez im Juli 1793 als Freiwilliger zur Armee. Schon früh wurde er ein Anhänger Napoleons und meldete sich 1796 freiwillig zu dessen Italienfeldzug. 
Nach mehreren Beförderungen kam Wathiez in den Stab von Marschall Joachim Murat und war unter dessen Führung u. a. an der Schlacht bei Ulm (16./19. Oktober 1805), der Schlacht bei Austerlitz (2. Dezember 1805) und der Schlacht bei Jena und Auerstedt (14. Oktober 1806) beteiligt. 
In der Schlacht bei Heilsberg am 10. Juni 1807 fungierte er als Aide-de-camp von General Antoine Charles Louis de Lasalle; bei diesen Kämpfen wurde Wathiez schwer verwundet. Nach seiner Genesung wurde er von Napoleon im Rang eines Général de brigade  nach Spanien versetzt. (→Napoleonische Kriege auf der Iberischen Halbinsel). Mit seinen Truppen kämpfte er vor Medina de Rioseco (14. Juli 1808) und bei der Belagerung von Burgos (September/Oktober 1812). 
Wathiez kämpfte in der Schlacht bei Wagram (5./6. Juli 1809) und nahm 1812 an Napoleons Russlandfeldzug teil. Er kämpfte in der Schlacht bei Borodino (7. September 1812) und an der Beresina (26./18. November 1812). 
Im sechsten Koalitionskrieg nahm Wathiez unter Führung von Marschall Auguste Frédéric Louis Viesse de Marmont an den Schlachten von Brienne (29. Januar 1814), La Rothière (1. Februar 1814) und Montmirail (11. Februar 1814) teil. 
1837 wurde er von König Louis-Philippe I. zum Lieutenant-général des armées du Roi ernannt, ein gut dotierter Versorgungsposten, jedoch kein militärischer Rang. 

## Ehrungen
- 6. Oktober 1810 Comte de l’Émpire
- 4. Juli 1813 Baron de l’Émpire
- 1814 Ordre royal et militaire de Saint-Louis
- 19. April 1843 Grand Officier der Ehrenlegion
- Sein Name findet sich am östlichen Pfeiler (19. Spalte) des Triumphbogen am Place Charles-de-Gaulle (Paris).